# Pinsons de Darwin
Pour les articles homonymes, voir Pinson (homonymie).
Famille
Sous-famille
Tribu
Synonymes
Pinsons des Galápagos
Statut de conservation UICN

 VU  : Vulnérable
Les pinsons de Darwin (également connus sous le nom de pinsons des Galápagos) sont un groupe incluant de 14 à 18 espèces apparentées de passereaux et dont Charles Darwin a recueilli des spécimens en recensant la faune sur les îles Galápagos durant son voyage sur le HMS Beagle,,,. Ces espèces d'oiseaux sont pour la quasi-totalité d'entre elles endémiques de l'archipel des Galapagos et une des îles Cocos,,.

## Historique des découvertes, travaux et recherches

### Les pinsons et la théorie darwinienne

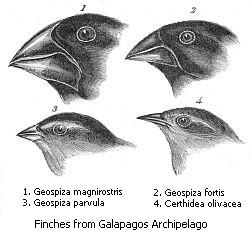
Quatre pinsons de Darwin.

Bien que ces oiseaux aient joué un grand rôle dans la conception de la théorie darwinienne de l'évolution par la sélection naturelle, Darwin, durant son voyage autour du monde à bord du HMS Beagle, n'avait pas conscience de leur importance. On suppose souvent que c'est la découverte de ces oiseaux dans l'archipel des Galápagos qui inspira la théorie de l'évolution à Darwin, mais ce n'est pas tout à fait exact : ce n'est qu'à son retour, et à la suite de nombreux échanges scientifiques, que Darwin s'aperçut de l'intérêt que présentent ces multiples espèces d'oiseaux pour comprendre les phénomènes de spéciation et d'évolution par sélection naturelle,,. 
À son retour en Angleterre, Darwin, qui n'est pas un expert sur le sujet, présente les pinsons capturés aux Galápagos, durant la réunion du 4 janvier 1837 de la Société géologique de Londres, parmi d'autres spécimens de vertébrés récoltés durant ce même voyage. C'est John Gould (1804-1881), célèbre ornithologue de la Société géologique de Londres, qui se charge de l'identification et de la classification des spécimens rapportés par Darwin. Gould conclut alors qu'il s'agit là d'un cas rare d'espèces appartenant toutes à un même groupe, malgré leurs différences morphologiques apparentes — « a series of ground Finches which are so peculiar [as to form] an entirely new group, containing 12 species » —,.
N'ayant pas pris soin de noter systématiquement le lieu de capture de chaque spécimen, Darwin se base sur les collectes effectuées par les autres membres de l'équipage du capitaine FitzRoy pour identifier l'origine géographique de chaque espèce. Ce faisant, il prend conscience que chaque espèce occupe une île différente et en conclut que l'isolement géographique a pu mener à la formation d'espèces distinctes à partir d'ancêtres communs (spéciation allopatrique). Par la suite, ses réflexions sur ces pinsons l'amènent à établir un lien direct entre la végétation, et donc le régime alimentaire de chaque espèce et ses caractéristiques morphologiques, la forme du bec notamment : le fin bec de Geospiza scandens lui permet de se nourrir de la chair des cactus ainsi que de ses fleurs, tandis que Geospiza magnirostris, pourvu d'un gros bec, est adapté à la casse de solides graines. Certhidea olivacea présente un bec pointu et étroit, typique des insectivores,.

### Recherches et travaux post-darwiniens
Le nom vernaculaire « pinsons de Darwin » a été introduit par le chirurgien et ornithologue Percy Roycroft Lowe en 1936,,. Les termes désignant le bouquet d'espèces aviaires a ensuite fait l'objet d'une large diffusion avec la publication en 1947 de l'ouvrage Darwin's Finches de l'ornithologue britannique David Lack,,.
Les pinsons des Galápagos font toujours l'objet de travaux de recherches. Les époux Peter et Rosemary Grant étudient ainsi depuis 1973 ces populations d'oiseaux dans leur milieu naturel,,. Ils ont ainsi pu mettre en évidence des évolutions, dues à la sélection naturelle au sein de ces espèces, en réponse à des changements environnementaux. Par exemple, à la suite d'un épisode de sécheresse sur l'île Daphne Major, entre 1976 et 1977, ils observèrent une augmentation de la taille du bec chez les pinsons ; le couple de biologistes britanniques en conclut qu'il s'agissait d'une adaptation induite par le fait que les individus à large bec étaient plus capables de se nourrir des graines enveloppées dans une coquille très résistante, qui avaient elles-mêmes mieux survécu à la sécheresse,. Le travail des époux Grant a fait l'objet d'un livre de vulgarisation, The Beak of the Finch, par Jonathan Weiner, couronné par le Prix Pulitzer en 1994,.
Même s'il est l'un des plus célèbres, le cas de la spéciation des pinsons est loin d'être unique. On retrouve par exemple ce phénomène chez une autre sous-famille, les drépanis des îles Hawaï (Carduelinae, drepanini) et chez la famille des Vangidae de Madagascar.

## Description et écologie
Ces passereaux présentent tous une taille variant de 10 à 20 cm de long et de 8 à 38 cm d'envergure. Le poids de ces passereaux sud-américains oscillent entre 8 et 40 g selon les espèces. Les plus importantes différences entre ces espèces se trouvent dans la taille et la forme du bec, ainsi que dans la taille et l'anatomie de leurs pattes et de leurs ailes, la morphologie et la structure des organes locomoteurs spécifiques à chaque espèce étant directement liées à celles de leur cavité orale. Ces variations s'expliquent par les pratiques alimentaires propres à chaque espèce et à leur niche écologique. Les oiseaux présentent un plumage brun, ou noir, ou brun et olive, ou encore noir et olive, voire parfois bleu et noir selon l'espèce le sexe et l'âge de l'individu,,. Les pinsons de Galapagos adoptent, selon les espèces, un comportement différent et observent un chant propre à chaque taxon,,.
Il est à noter que le taxon Geospiza difficilis septentrionalis (Rothschild et Hartert, 1899,), sous-espèce du Géospize à bec pointu, est partiellement hématophage et se nourrit du sang des gros oiseaux marins,,,.

## Systématique et taxonomie

### Taxonomie
Ces espèces de pinsons sud-américains ont été alternativement regroupés en tant que famille sous le nom de Geospizidae, comme sous-famille sous le nom de Geospizinae et tant que tribu sous le nom de Geospizini,,,.

### Classification
Durant plusieurs décennies, les pinsons de Darwin ont été classées au sein de la famille des Emberizidae,. En 2004, après une proposition soumise au South American Classification Committee, cette classification est révisée et les pinsons de Darwin, à l'instar des Coereba et des Tiaris sont placés en catégorie Incertae Sedis. Ultérieurement la classification des pinsons de Darwin a fait l'objet d'une nouvelle révision et le groupe de passereaux a été assigné à la famille élargie des Thraupidae,.

### Liste des espèces
Taxons concernés
Genres :
- Camarhynchus
- Certhidea
- Geospiza
- Pinaroloxias
- Platyspizamodifier

Liste des 18 taxons identifiés, recensés et inclus dans le bouquet d'espèces dans les années 2020 (les espèces identifiées par John Gould sont indiquées en gras),, :
- Genre Geospiza
  - Geospiza acutirostris (en) (Ridgway, 1894) — Géospize de Genovesa
  - Geospiza conirostris Ridgway, 1890 (Large Cactus-Finch) — Géospize à bec conique
  - Geospiza difficilis Sharpe, 1888 (Sharp-beaked Ground-Finch) — Géospize à bec pointu
  - Geospiza fortis Gould, 1837 (Medium Ground-Finch) — Géospize à bec moyen
  - Geospiza fuliginosa Gould, 1837 (Small Ground-Finch) — Géospize fuligineux
  - Geospiza magnirostris Gould, 1837 (Large Ground-Finch) — Géospize à gros bec
  - Geospiza scandens (Gould, 1837) (Common Cactus-Finch) — Géospize des cactus
  - Geospiza septentrionalis (en) — Géospize vampire, pinson vampire
  - Pinson de Daphne Mayor, hybride de Géospize à bec conique (Geospiza conirostris) et de Géospize à bec moyen (Geospiza fortis)[45]
- Genre Camarhynchus
  - Camarhynchus psittacula Gould, 1837 (Large Tree-Finch) – Géospize psittacin
  - Camarhynchus pauper Ridgway, 1890 (Medium Tree-Finch) — Géospize modeste
  - Camarhynchus parvulus (Gould, 1837) (Small Tree-Finch) — Géospize minuscule
  - Camarhynchus pallidus (Sclater et Salvin, 1870) (Woodpecker Finch) — Géospize pique-bois
  - Camarhynchus heliobates (Snodgrass et Heller, 1901) (Mangrove Finch) — Géospize des mangroves
- Genre Certhidea Gould, 1837
  - Certhidea olivacea Gould, 1837 (Warbler Finch) — Géospize olive
  - Certhidea fusca (Sclater et Salvin, 1870) — Géospize gris
- Genre Pinaroloxias Sharpe, 1885
  - Pinaroloxias inornata (Gould, 1843) (Cocos Island Finch) — Spizin de Cocos
- Genre Platyspiza
  - Platyspiza crassirostris (Gould, 1837) — Géospize crassirostre

### Cladistique
Selon une étude scientifique de Ferrington et al. publiée en 2014, les relations phylogénétiques entre les 5 genres assignés aux groupe des pinsons de Darwin peuvent être représentées par le cladogramme suivant :
|  | Platyspiza                                                |
|  |                                                           |
|  | \| \| Camarhynchus \| \| \| \| \| \| Geospiza \| \| \| \| |
|  |                                                           |
|  | Camarhynchus                                              |
|  |                                                           |
|  | Geospiza                                                  |
|  |                                                           |

|  | Camarhynchus |
|  |              |
|  | Geospiza     |
|  |              |

|  | Platyspiza                                                |
|  |                                                           |
|  | \| \| Camarhynchus \| \| \| \| \| \| Geospiza \| \| \| \| |
|  |                                                           |
|  | Camarhynchus                                              |
|  |                                                           |
|  | Geospiza                                                  |
|  |                                                           |

|  | Camarhynchus |
|  |              |
|  | Geospiza     |
|  |              |

|  | Platyspiza                                                |
|  |                                                           |
|  | \| \| Camarhynchus \| \| \| \| \| \| Geospiza \| \| \| \| |
|  |                                                           |
|  | Camarhynchus                                              |
|  |                                                           |
|  | Geospiza                                                  |
|  |                                                           |

|  | Camarhynchus |
|  |              |
|  | Geospiza     |
|  |              |

|  | Platyspiza                                                |
|  |                                                           |
|  | \| \| Camarhynchus \| \| \| \| \| \| Geospiza \| \| \| \| |
|  |                                                           |
|  | Camarhynchus                                              |
|  |                                                           |
|  | Geospiza                                                  |
|  |                                                           |

|  | Camarhynchus |
|  |              |
|  | Geospiza     |
|  |              |